# Dariusz Zawiślak
Dariusz Zawiślak (25 luglio 1972) è un regista, produttore cinematografico e sceneggiatore polacco.

## Filmografia

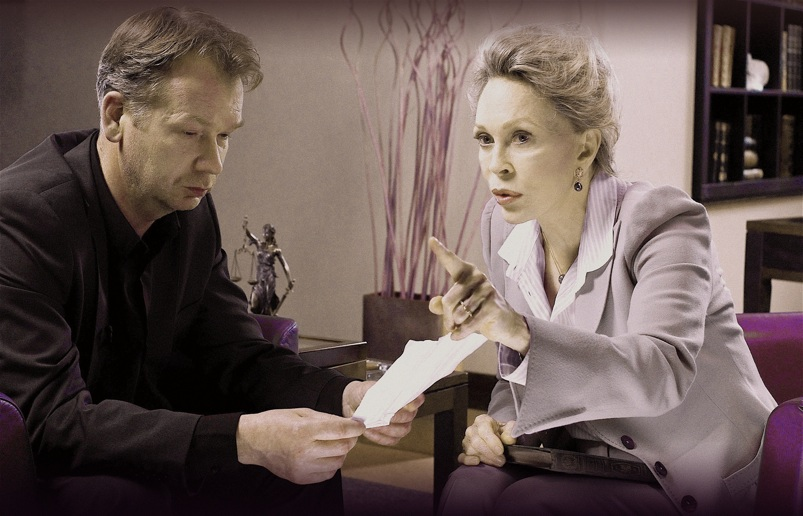
Faye Dunaway & Mirosław Baka, Balladyna, reg. Dariusz Zawiślak

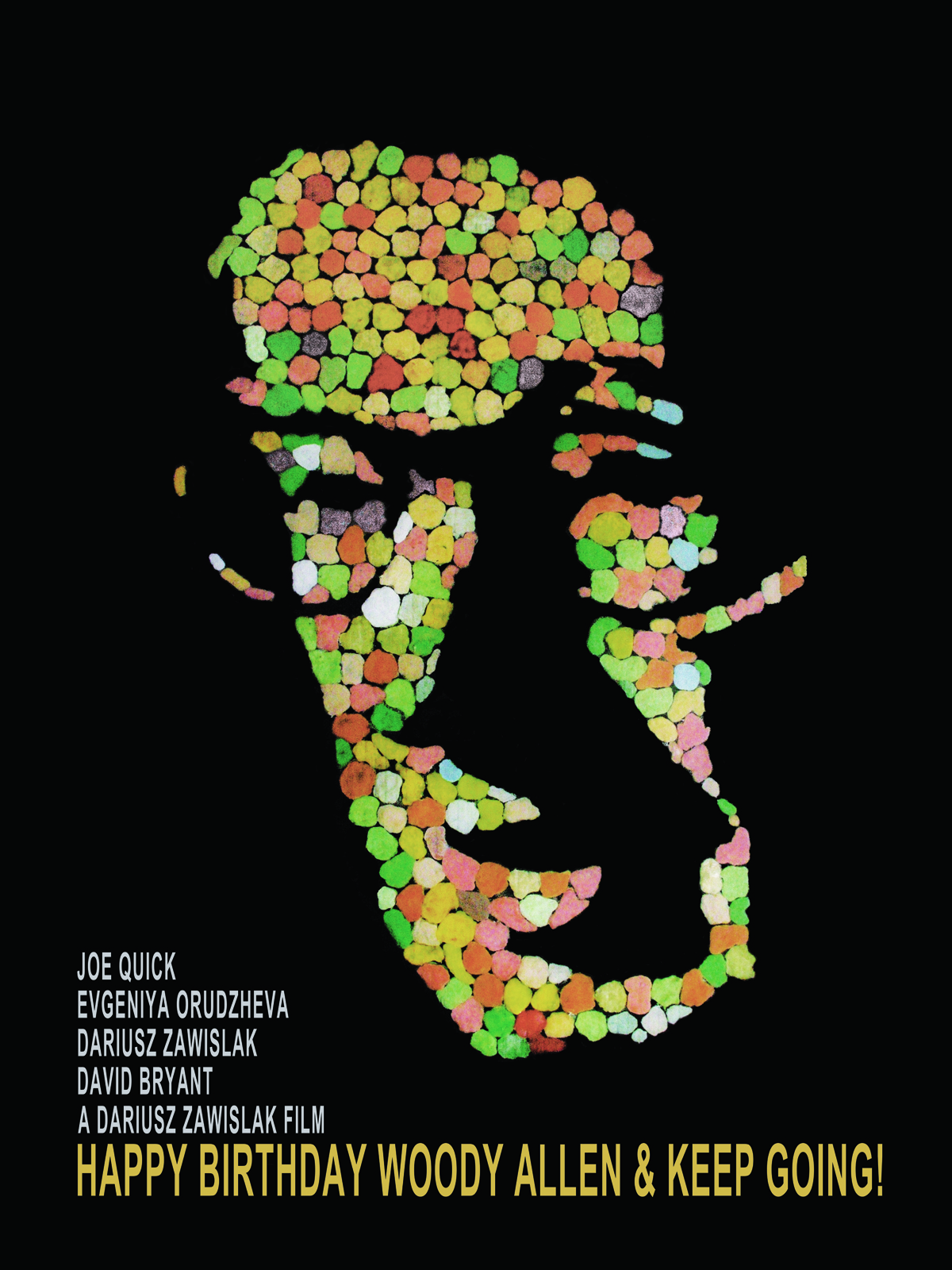

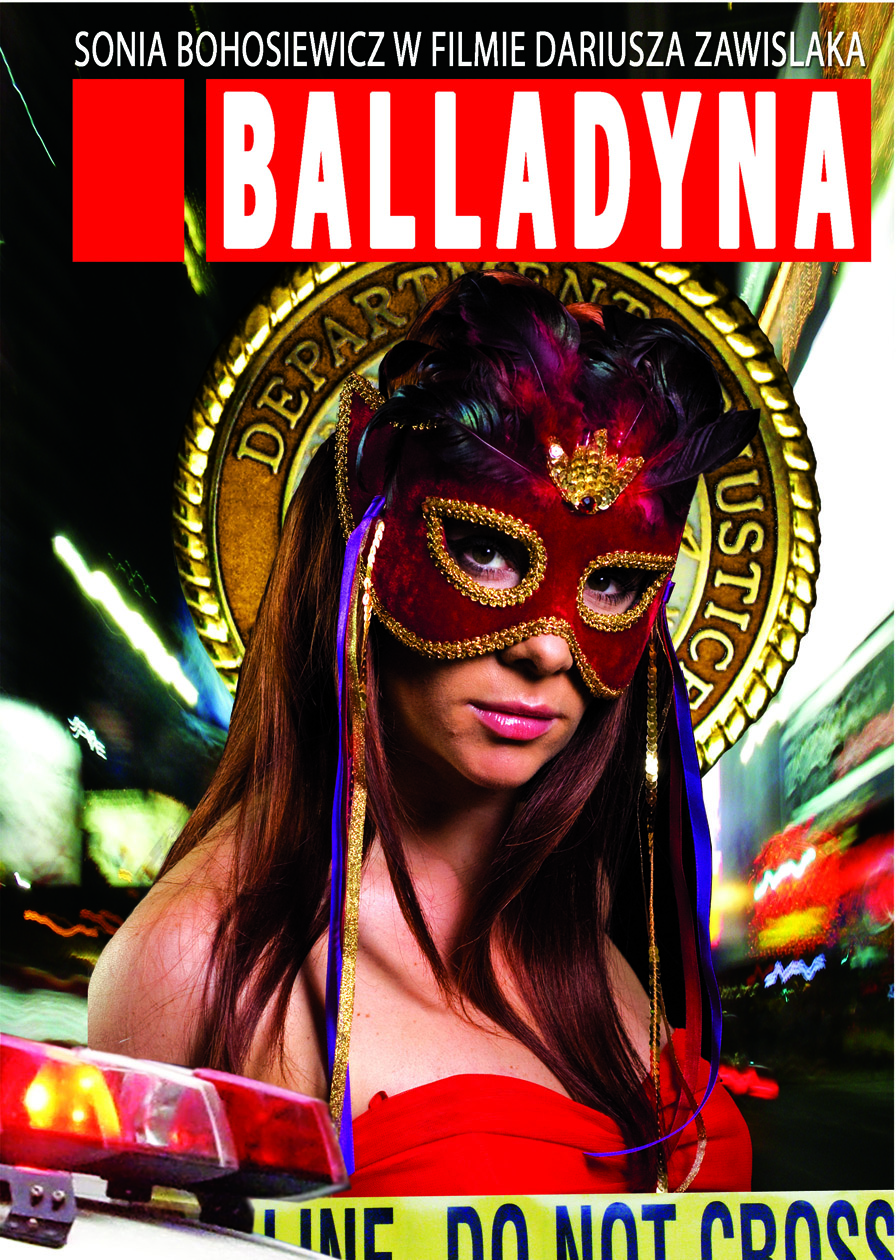

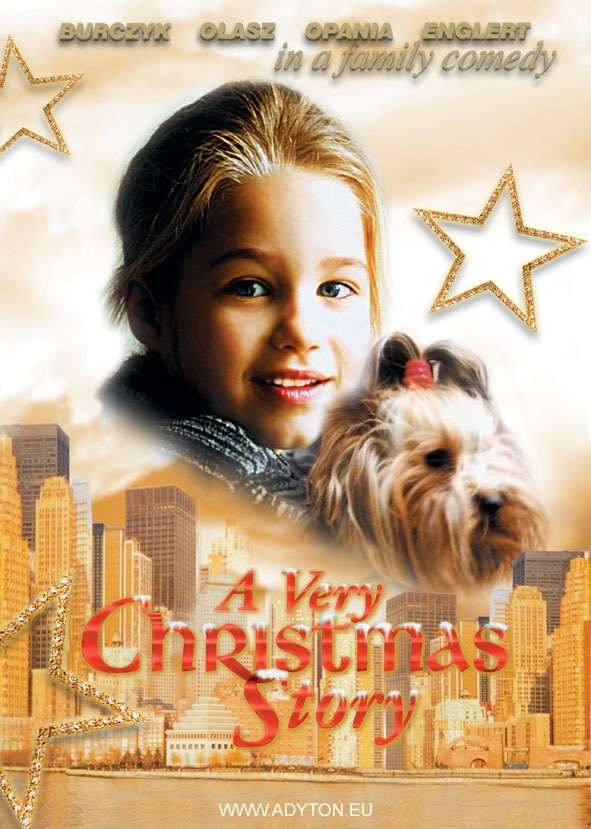

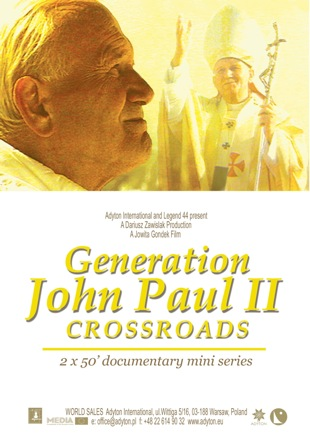

- (1990) Czas Snu aka Time of Dream (regista, sceneggiatore)
- (1993) Druciana parasolka aka The Umbrella (regista, sceneggiatore)
- (1999) Titanic[1][2][3]
- (2000) Świąteczna przygoda aka A Very Christmas Story (regista, sceneggiatore, produttore cinematografico)[2][3][4][5]
- (2002) Big, Bigger & Biggest (regista)[6]
- (2002) A Dalmatians point of view- (produttore cinematografico)[7]
- (2007) Generazione Giovanni Paolo II,Generation John Paul II Crossroads aka Oczyma Pokolenia '78. Pontyfikat Jana Pawła II (produttore cinematografico)
- (2008) Karolcia i magiczny koralik (Caroline & Magic Stone) (produttore cinematografico)[1][2][3]
- (2009) Balladyna aka The Bait (regista, sceneggiatore, produttore cinematografico)[1][2]
- (2012) Happy Birthday Woody Allen & Keep Going! (regista, sceneggiatore, produttore cinematografico)